# Pinoy
Pinoy, of Noy-pi, is een term die Filipino's gebruiken voor hun landgenoten in binnen- en buitenland. Een vrouwelijke Filipina wordt aangeduid als Pinay. Het woord werd als eerste gebruikt door Filipijnse expats in de Verenigde Staten in de jaren twintig van de 20e eeuw en is later geadopteerd door Filipino's in de Filipijnen.
Pinoy is een soort geuzennaam en wordt niet gebruikt in formele omstandigheden. De term is afkomstig van de wijze waarop in het Tagalog voornamen worden gebruikt als bijnamen die familieleden of goede vrienden voor elkaar gebruiken. De laatste lettergreep van de voornaam wordt voorzien van het achtervoegsel -oy. 'Benigno' wordt 'Ninoy' en 'Augusto' wordt 'Totoy'. Op dezelfde wijze wordt 'Filippino' omgezet tot 'Pinoy'. Iemand die het gebruikt, heeft een nauwe verbintenis met Filipino's. De term dook voor het eerst op in de jaren twintig in Amerikaanse en Filipijnse kranten en tijdschriften.
De term is minder neerbuigend dan 'flip', en wordt ook veelvuldig door Filipino's zelf gebruikt. Toch zijn er Filipino's die er aanstoot aan nemen. 
Eind jaren zeventig van de 20e eeuw werd de term Pinoy erg populair toen het lied "Tayo'y mga Pinoy" (Wij zijn Filipino's) een hit werd als gevolg van een grote mate van patriottisme in die periode.